# Lasdoos

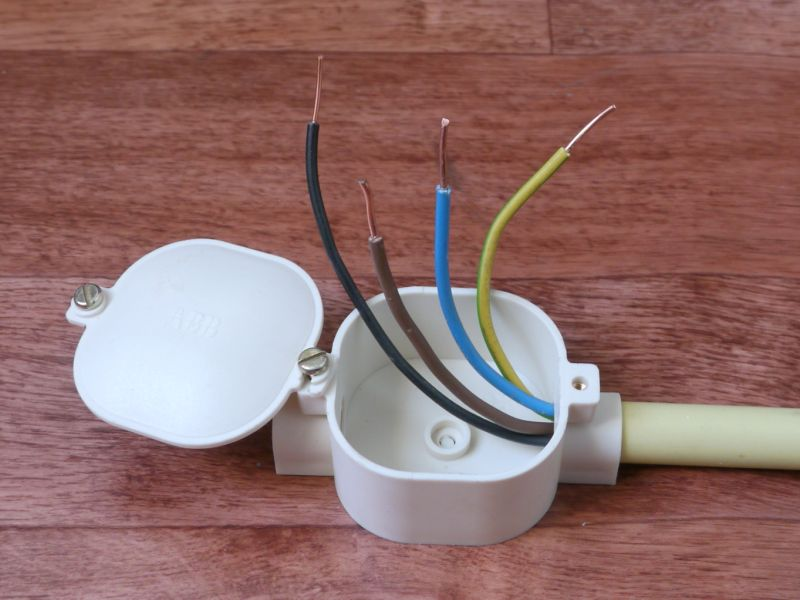
Normaaldoos

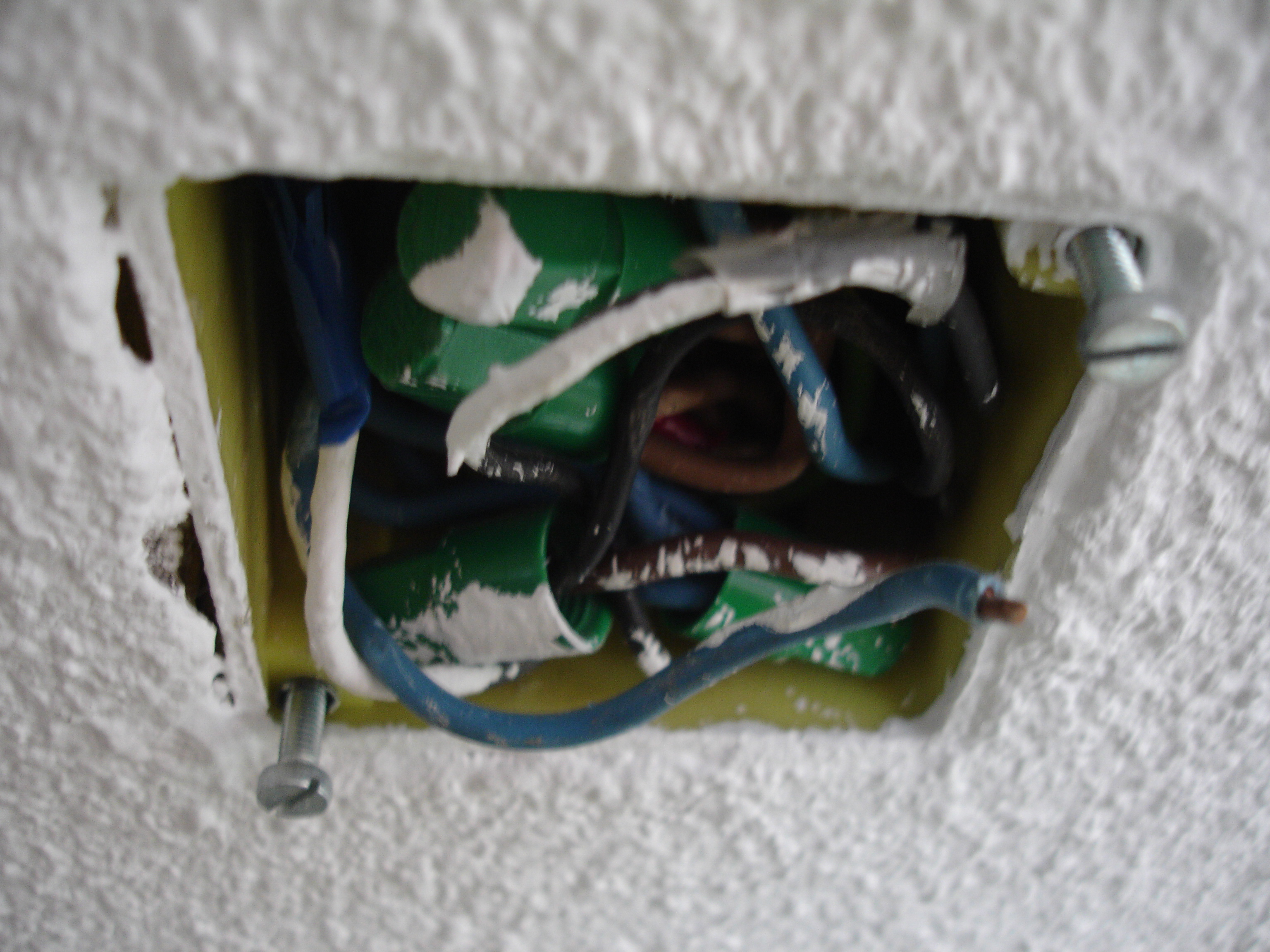
Centraaldoos

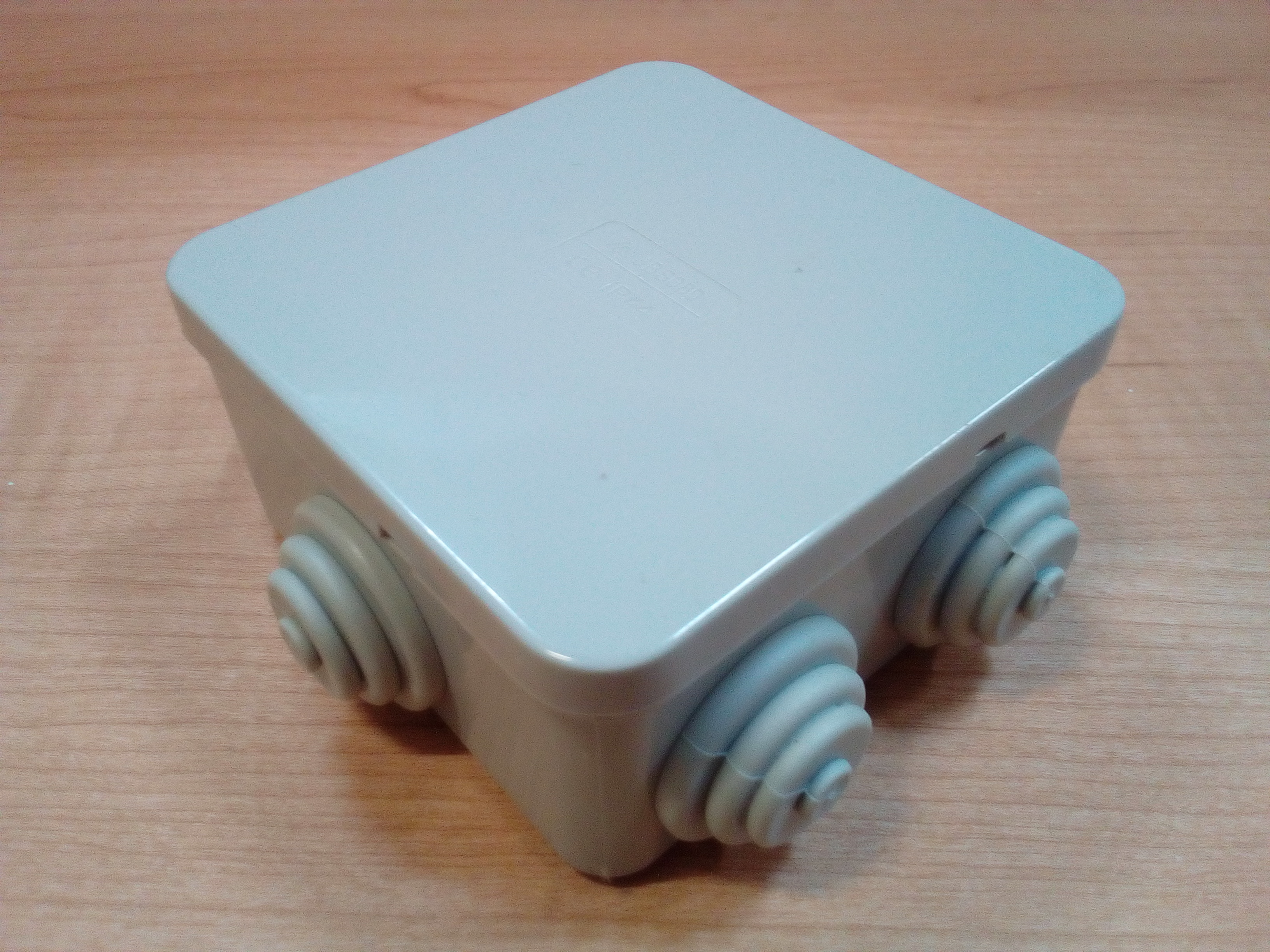
Kabeldoos

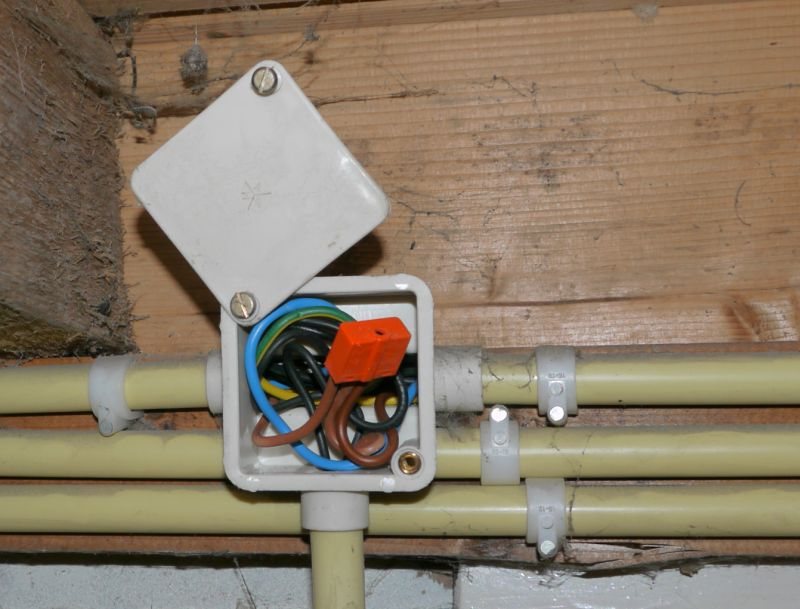
Geopende (banula)lasdoos van het type 'T-doos' met daarin installatiedraad en een lasklem

Een lasdoos maakt deel uit van een elektrische installatie, en dient voor het onderbrengen van verbindingen  (lassen) van installatiedraad. Lasdozen werden in het verleden van ijzer gemaakt, maar tegenwoordig vanwege het kostenaspect, maar vooral ook uit veiligheidoverwegingen (risico bij kortsluiting) alleen nog maar van kunststof.
De traditionele lasdoos - ook wel normaaldoos genoemd - wordt gemaakt in ronde of vierkante vorm. De doos heeft invoeropeningen (spruiten) waarop installatiebuis met de standaarddiameter van 16 mm kan worden aangesloten, en is voorzien van een deksel dat met twee boutjes wordt vastgezet. De lasdoos heeft stootranden die het te ver doorsteken van de buis in de doos voorkomen.
Dit type lasdoos wordt met name gebruikt bij het normaaldozensysteem, in tegenstelling tot het centraaldozensysteem, waarbij vanaf een doorlopende hoofdleiding aftakkingen zijn aangebracht die zo dicht mogelijk liggen bij de plaats waar elektriciteit nodig is. Vanaf de lasdozen in de hoofdleiding lopen aftakkende buizen naar de schakelaars en wandcontactdozen. Hoewel de dozen ontworpen zijn als opbouwdoos, kunnen ze zowel op als in de muur of plafond worden gemonteerd. Bij lasdozen die in de muur zijn ingebouwd, ligt de voorkant van de doos doorgaans gelijk met de afgepleisterde muur, zodat alleen het  deksel zichtbaar is. Zo zijn ze bereikbaar voor onderhoud en inspectie. Op de einden van de buizen, op de plaatsen waar schakelaars en wandcontactdozen worden aangebracht, zijn in de muur zogenaamde einddozen geplaatst. Hierop worden met behulp van montageplaten (opbouw)schakelaars en (opbouw)wandcontactdozen op de doos vastgeschroefd. In plaats van de normale einddozen kunnen echter ook inbouwdozen worden toegepast. Deze zijn groter en dieper en daardoor geschikt voor de verzonken montage van inbouwschakelaars en inbouwwandcontactdozen. De installatie kan ook geheel op de muur worden aangebracht (opbouwinstallatie). De buizen worden hierbij aan de muur bevestigd met beugels (zadels). De lasdozen worden niet zelf vastgezet, maar alle daarop aangesloten buizen worden maximaal 10 cm vanaf de doos met zadels bevestigd. Schakelaars en wandcontactdozen worden, eventueel met behulp van een montagedeksel, rechtstreeks op de muur gemonteerd.
Het lassen van het installatiedraad wordt in de regel gedaan door middel van lasdoppen of lasklemmen. Indien men draad die voorzien is met een massieve kern, wil doorverbinden met draad met meerdraads kern - bijvoorbeeld voor een lamp bij een centraaldoos, wordt daarvoor ook wel een kroonsteentje toegepast.

## Speciale typen lasdozen
- De centraaldoos is een speciaal type lasdoos die op een centrale plaats in het plafond is geplaatst, en waaraan meestal ook een lichtpunt wordt opgehangen. Vanuit de centraaldoos lopen vele leidingen in een stervorm naar alle schakelaars en wandcontactdozen in dat vertrek, en in die centraaldoos bevinden zich dus ook alle aansluitlassen. Omdat zich in een centraaldoos vaak veel draden en lassen bevinden, is deze dieper uitgevoerd dan een normaaldoos.
- Voor grote installaties in zicht (bijvoorbeeld fabrieken) past men ook wel banuladozen toe. Deze vierkante of ronde lasdozen komen evenals normaaldozen in veel verschillende uitvoeringen voor. In tegenstelling tot normaaldozen bezitten deze lasdozen echter hoog- en laagliggende spruiten. Ze worden meestal toegepast bij montage van de leidingen op buizenrails. Bij kruisingen en bij aftakkingen van veel leidingen wordt de installatie met deze dozen strakker en veel overzichtelijker dan die met gewone dozen.
- Voor kabelinstallaties gebruikt men speciale (spat)waterdichte lasdozen: zogenaamde kabeldozen. Veel gebruikt is een doos die zeven uitbreekbare poorten heeft. In zo’n poort schroeft men een wartel met pakkingbus. Door het aandraaien van de pakkingdrukker wordt de kabel waterdicht op de doos aangesloten. Ook bestaan er uitvoeringen met wartels die ingeschoven kunnen worden, dan wel vast te klikken zijn, of ook wel dozen met rubber afdichtingen.

## Configuraties
Normaaldozen zijn er in allerlei configuraties, zodat altijd een passende lasdoos kan worden gevonden voor een bepaalde situatie. Naast zijspruiten kunnen ze ook voorzien zijn van een achterspruit.
- Een doos met maar één aansluiting heet een einddoos. (Is dit een achterspruit dan spreekt men ook wel van een blinddoos).
- Een doos met twee tegenover elkaar liggende aansluitingen heet een trekdoos. (Deze wordt toegepast bij te veel bochten tussen twee dozen, en/of te lange leidingen, dit in verband met de lengte van de trekveer). Er bestaan ook dubbele trekdozen, waarbij aan weerszijden twee aansluitingen zitten.
- Een doos met aan de ene kant één aansluiting en recht er tegenover twee aansluitingen naast elkaar heet een vorkdoos.
- Een doos met aansluitingen onder een hoek van 90° heet een hoekdoos.
- Een doos met aansluitingen in een T-vorm heet een T-doos.
- Er bestaan ook dozen met nog ingewikkeldere configuraties, bijvoorbeeld de dubbel-T-doos, waarbij de bovenkant van de 'T' naar links, rechts of naar beide kanten dubbel is uitgevoerd.
- Er bestaan zelfs kruisdozen.